# Maciej Janicki (prawnik)
Maciej Janicki – w 2007 podsekretarz stanu w Ministerstwie Sportu i Turystyki.

## Życiorys
W 2007 został powołany na stanowisko prezesa PL.2012. Funkcję tę pełnił do 13 lutego 2008 kiedy to został zastąpiony przez Marcina Herrę. Z wykształcenia prawnik.